# Brody Clarke
Brody Vukovich Clarke (ur. 4 czerwca 1996 w Toronto) – kanadyjski koszykarz, występujący na pozycjach niskiego lub silnego skrzydłowego, obecnie zawodnik PGE Spójni Stargard.
10 lipca 2022 zawarł umowę z PGE Spójnią Stargard.
Pochodzi ze sportowej rodziny. Jego starszy brat grał przez cztery lata w koszykówkę na Santa Clara University, natomiast Rachel siostra jeździła na rowerze dla UBC Thunderbirds. Ojciec Norman były reprezentantem Kanady w koszykówce, reprezentował kraj podczas Igrzysk Olimpijskich w 1988, w Seulu. Matka Natalie zdobyła akademickie mistrzostwo kraju (1979) z zespołem Laurentian University. Jednak z jego ciotek grała zawodowo w siatkówkę, we Włoszech.

## Osiągnięcia
Stan na 9 września 2022, na podstawie, o ile nie zaznaczono inaczej.
College
- Mistrzostwo Kanady Zachodniej z (2017)
- Zaliczony do:
  - I składu:
    - Kanady Zachodniej (2018–2020)
    - U-Sports All-Canadian (2018, 2019)

Drużynowe
- Mistrz Canadian Elite Basketball League (CEBL – 2020)

Indywidualne
- Zawodnik roku – U Sports Developmental Player of the Year (2019)

Reprezentacja
- Brązowy medalista mistrzostw Ameryki U–16 (2011)
- Uczestnik:
  - mistrzostw świata U–19 (2015 – 5. miejsce)
  - uniwersjady (2019 – 6. miejsce)